# Boris Sergejewitsch Semenkow
Boris Sergejewitsch Semenkow (russisch Борис Сергеевич Земенков; * 1902 in Moskau; † 1963 in Abramzewo bei Moskau) war ein sowjetischer Grafiker und Schriftsteller.
Boris Semenkow studierte 1920 und 1921 an den Höheren Künstlerischen und Technischen Werkstätten. Er war von 1925 bis 1929 Mitglied der Künstlergesellschaft Bytije und von 1929 bis 1931 der Assoziation der Künstler der Revolution (ACHR). Ab 1925 nahm er an Ausstellungen teil. Während des Zweiten Weltkrieges schuf er Plakate für die TASS-Fenster und eine Serie von Aquarellen.
Semenkow gestaltete und illustrierte Bücher für eine Reihe von Verlagen. Seine schriftstellerischen Werke erschienen als Sammelbände, zudem war er Autor von Veröffentlichungen zur Geschichte der russischen Kultur und zu Fragen der darstellenden Kunst.